# Kasteel Elsloo
Koordinaten: 50° 56′ 51″ N, 5° 45′ 27″ O

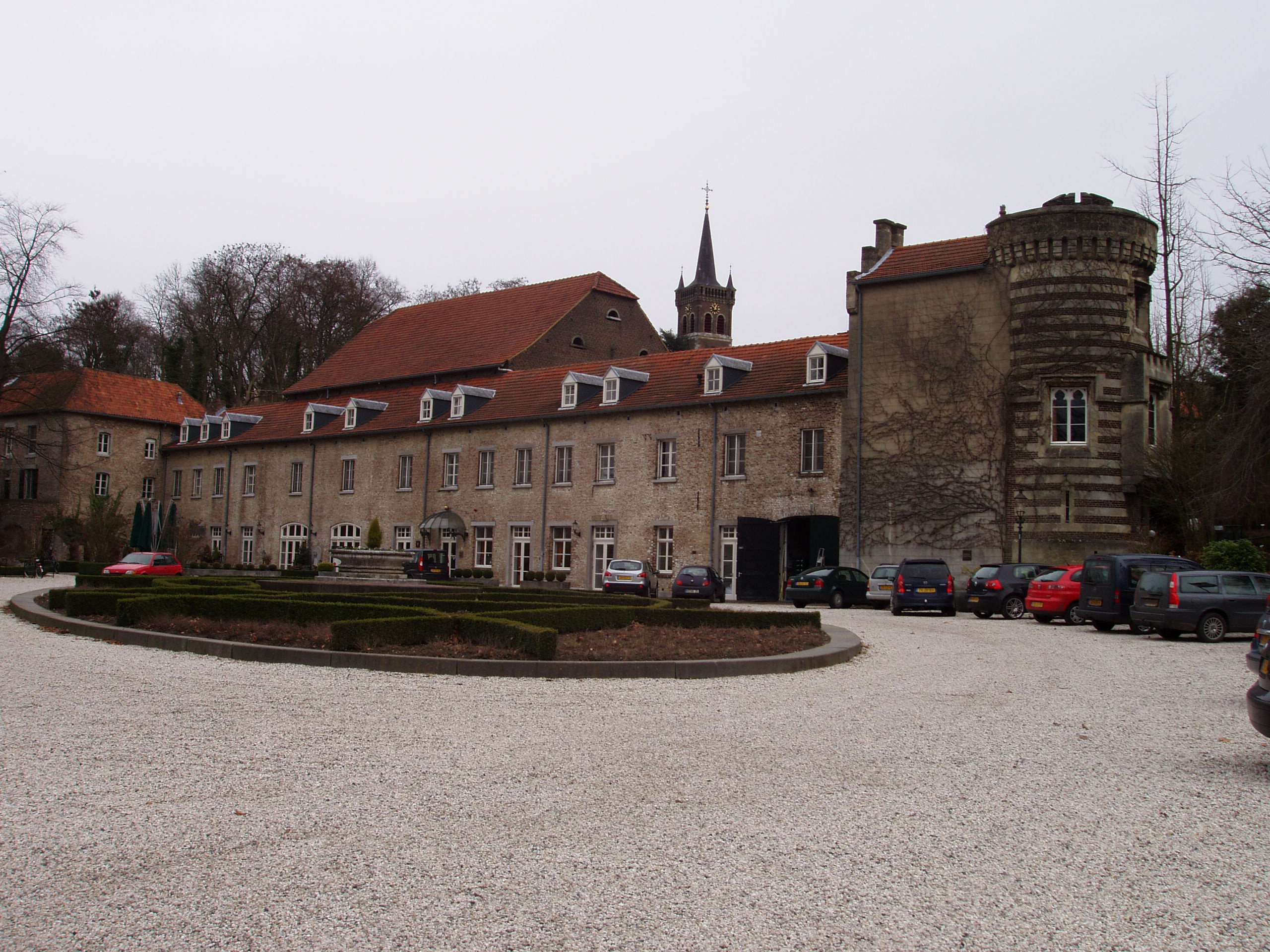
Kasteel Elsloo

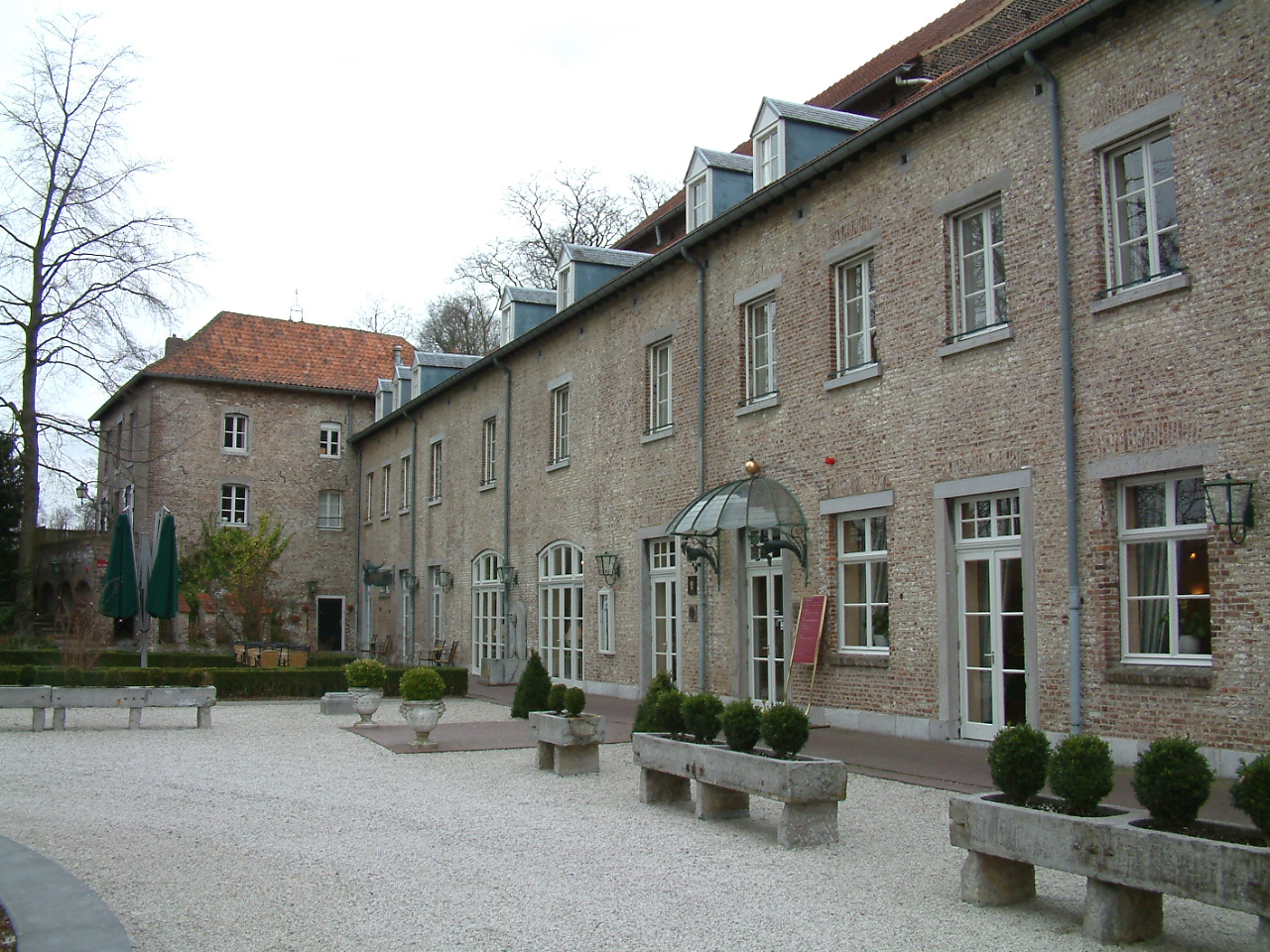
Kasteel Elsloo, Hauptgebäude

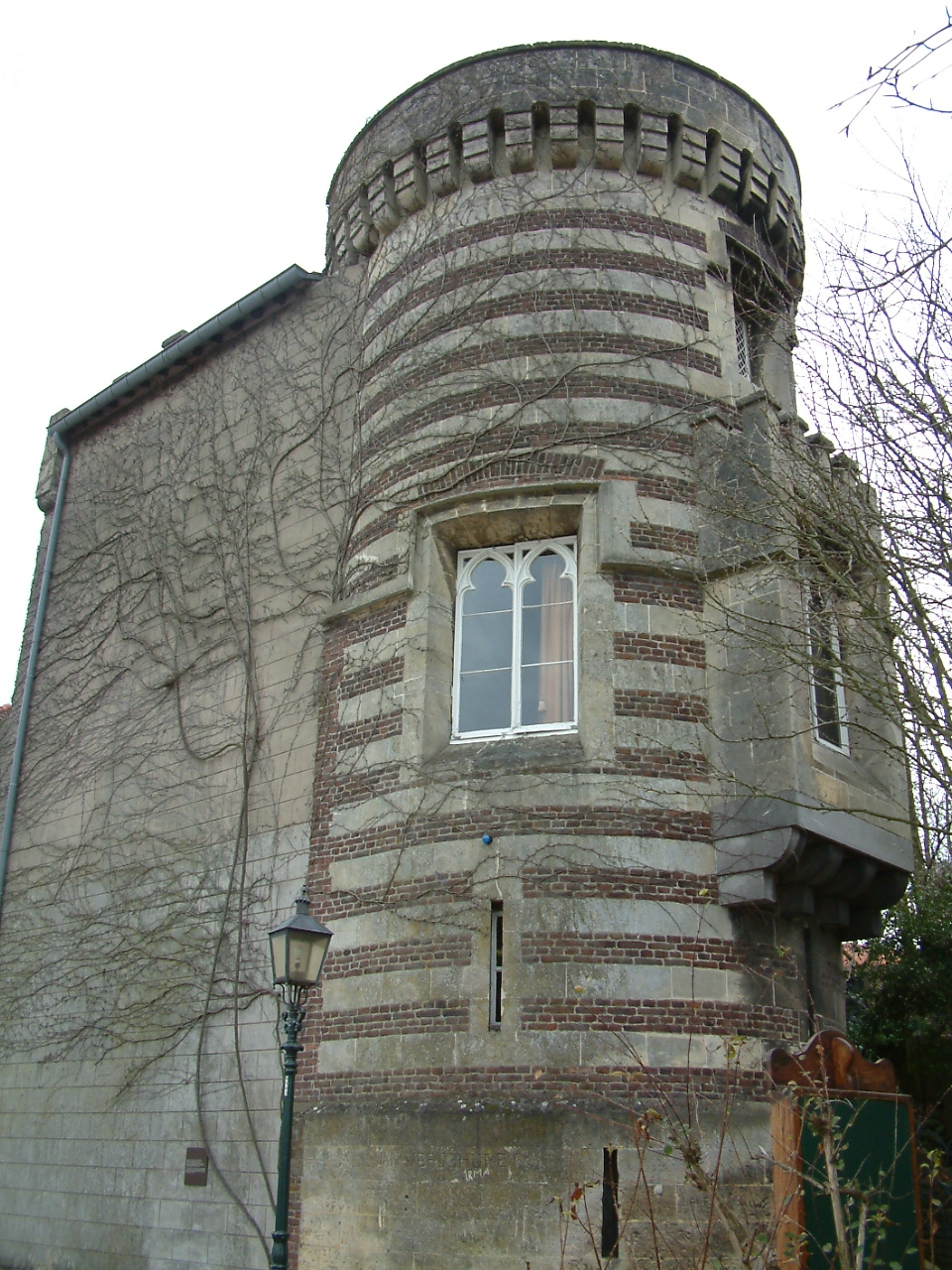
Kasteel Elsloo, der angebaute Turm

Kasteel Elsloo ist eine Burg in der niederländischen Provinz Limburg im Süden des Ortes Elsloo, einem Ortsteil der Gemeinde Stein. Sie liegt in einer weitläufigen Parkanlage, die direkt an den  Julianakanal, einen Seitenkanal der Maas, grenzt. Die Burg war Teil des historischen Dorfes Elsoo.
Im heutigen Zustand besteht der Komplex aus einer ehemaligen Brauerei mit angrenzender Wassermühle. Daran schließt sich ein Bauernhof mit Scheunen und Ställen an. Die historische Anlage ist bis auf den Südflügel erhalten geblieben. Dieser wurde im 17. Jahrhundert zu einem Adelssitz umgebaut, aber nach mehreren Bränden nicht wieder aufgebaut. Die historische Burg besteht aus einem rechteckigen Gebäude, in dem die Wassermühle untergebracht ist. Der Turm wurde in einer späteren Bauphase an das Gebäude angebaut. 

## Geschichte und Bewohner
Die Erbauer der Burg sind die Bewohner einer weiter westlich direkt an der Maas gelegenen Burg. Im frühen 15. Jahrhundert wurde das Ufer, an dem die Burg stand, durch Strömungen so stark unterminiert, dass das Gebäude aufgegeben werden musste. Bei niedrigen Wasserstand sind die Fundamente noch heute zu erkennen. Nach einer Legende war diese Burg Teil einer größeren frühmittelalterlichen Anlage, die mehrfach durch Normannen geplündert worden sein soll. Der Ort hatte damals den Namen Hasloa odes Escolum, woraus sich der heutige Name Elsloo entwickelte.  
Es gibt alte Berichte über das Wikinger-Lager Haslou, das unter anderem als Ausgangspunkt für die Raubzüge der Wikinger in den Rheinlanden diente und in dem mehrere tausend normannische Kämpfer kampiert haben sollen. Dies wäre aber für die damalige Zeit sehr viel gewesen. Das Lager steht aber im Einklang mit mittelalterlichen militärischen Schriften, die von einer umfangreichen Sperrzone um Burg und Festung sprechen. Wie lange diese Aktivitäten dauerten, ist völlig unklar. Auch steht nicht endgültig fest, ob das besagte Lager überhaupt in Elsloo lag.
An Stelle der frühen Burg wurde eine karolingische Kaiserpfalz errichtet, sie diente dem König Lothar II. und dem Kaiser Karl der Kahle als Residenz. In Urkunden des Jahres 1111 wird die Burg als Residenz der Heren van Elsloo. erwähnt. 
Der erste schriftlich überlieferte Name ist Arnoldus van Elsloo. Die männliche Line des Adelsgeschlecht van Esloo erlischt 1285. Die älteste Tochter heiratet Gozewijn von Born, dessen Linie nun Besitzer von Burg Elsloo wird. Als auch dieses Adelshaus nach kurzer Zeit ausstirbt, wird die Burg von den Schoonvorst übernommen. Danach erlangt die Familie De Gavre die Herrschaft über die Burg. Während der Herrschaft dieser Familie, im 15. Jahrhundert, besiegelt die Maas das Ende der Burg und sie stürzt zusammen mit der nahen Kirche durch die Unterspülungen ein.
Die Reste der Burg sind zwar noch für längere Zeit bewohnbar, aber Belagerungen konnten sie nicht mehr standhalten. 
Die De Gavre bauen daher die neue Burg an ihrem heutigen Standort mit dem Baumaterial der alten Burgruine.
Im Jahr 1641 gelangen die Grafen d'Arberg in den Besitz der Burg und bewohnen diese  bis 1818. Dann gelangt die Burg durch Kauf an den Grafen De Geloes. Durch ihre Heirat von Isaure De Geloes mit dem Markgrafen Charles Grimaldi, einer der Fürsten von Monaco, ist diese Adelsgeschlecht mit der Burg verbunden.   
Nach einem verheerenden Brand 1885 verlässt die Familie De Geloes Elsloo. Die Überreste und der damit verbundene Nachlass kam 1887 nach öffentlichem Verkauf in den Besitz von Leonard Hendrikus Jürgens, des berühmten Margarine-Magnaten von Oss. Nach einer groß angelegten Restaurierung benutzen er und seine Kinder die Burg und das angrenzende Gut als Sommerresidenz für ihre Familien. Eine Enkelin des L. H. Jürgens veräußert den gesamten Komplex an die Gemeinde Elsloo.
Der heutige Eigentümer ist die Gemeinde Stein, wohin die ehemalige Gemeinde Elsloo nach dem kommunalen Zusammenschluss im Jahre 1982 zusammengeführt wurde. In dem Komplex wird derzeit ein Hotel-Restaurant betrieben.